# Hestehale (plante)
|  | For andre betydninger, se Hestehale |
Hestehale (Hippuris) er en slægt med 3 arter, der er udbredt i Mellemøsten, Nordamerika (inklusive Grønland), Chile og Europa (inklusive Svalbard og Jan Mayen). Det er flerårige, urteagtige planter med krybende jordstængel og tilpasning til vækst i eller under ferskvand. De talrige, oprette eller opstigende stængler vokser ofte helt fri af vandet, og de bærer kransstillede, linjeformede blade med lang spids. Bladene under vandet er både bredere og betydeligt længere end dem oppe i fri luft. Blomsterne  er stærkt reducerede (uden kron- og bægerblade) og meget uregelmæssige, og desuden er de meget lidt synlige på grund af deres ringe størrelse. Frugterne er enligt siddende nødder. 
| Beskrevne arter |

- Vandspir (Hippuris vulgaris)

| Andre arter |

- Hippuris montana
- Hippuris tetraphylla

Noter
1. ↑  Integrated taxonomic information System opregner de tre nævnte arter. Jf. ITIS: Hippuris